# Çağla Büyükakçay

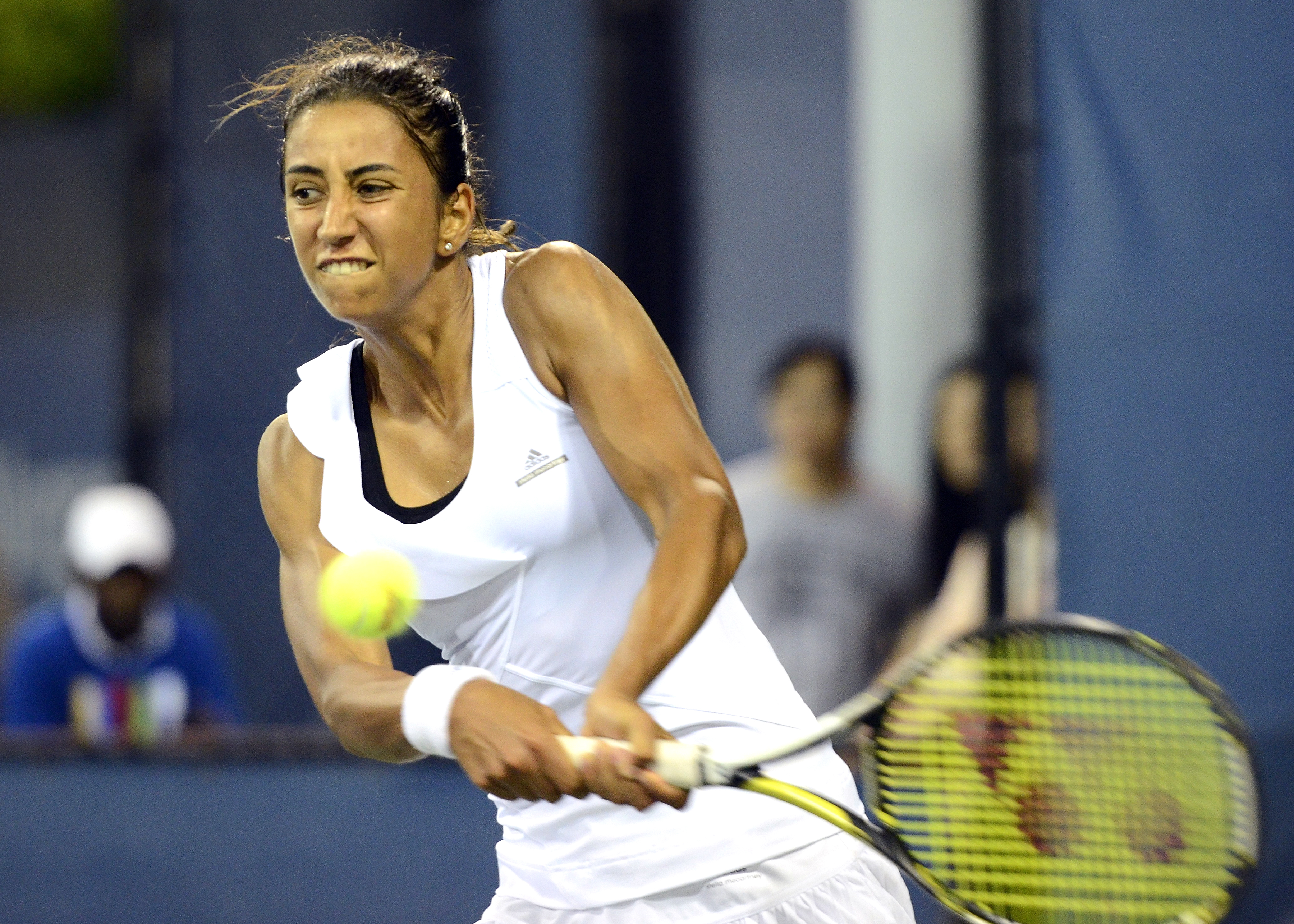
V kvalifikaci US Open 2014

Çağla Büyükakçay (* 28. září 1989 Adana) je turecká profesionální tenistka. Ve své dosavadní kariéře vyhrála na okruhu WTA Tour jeden turnaj, když v dubnu 2016 ovládla domácí podnik Istanbul Cup. Stala se tak první tureckou vítězkou dvouhry na túře WTA Tour. V rámci okruhu ITF získala do července 2019 devět titulů ve dvouhře a patnáct ve čtyřhře.
Na žebříčku WTA byla ve dvouhře nejvýše klasifikována v září 2016 na 60. místě a ve čtyřhře pak v únoru téhož roku na 111. místě. Trénuje ji Can Uner.
Na Středomořských hrách 2013 v jihotureckém Mersinu vyhrála dvě zlaté medaile v ženské dvouhře a čtyřhře. O dva roky dříve si z italské Pescary na hrách 2011 odvezla stříbrný kov z ženského deblu.
V tureckém fedcupovém týmu debutovala v roce 2004 utkáním 2. skupiny zóny Evropy a Afriky proti Rumunsku, kde s Ozgenovou nestačily ve čtyřhře na sesterský pár Niculescuových. Turkyně odešly poraženy 0:3 na zápasy. Do dubna 2016 v soutěži nastoupila ke čtyřiceti mezistátním utkáním s bilancí 22–12 ve dvouhře a 11–12 ve čtyřhře.
Domovským oddílem je istanbulský sportovní klub Enkaspor.

## Tenisová kariéra
S tenisem začala v devíti letech. První zápas na okruhu ITF odehrála během istanbulského turnaje s dotací 10 tisíc dolarů v květnu 2004, kde prohrála v úvodním kole kvalifikace. Debut ve Fed Cupu zaznamenala v roce 2004 a první výhry dosáhla v utkání ročníku 2005, když proti Maltě s Pemrou Özgenovou ve čtyřhře porazily pár Stephanie Paceová a Stephanie Sullivanová. Na okruhu WTA si premiérové utkání zahrála na İstanbul Cupu 2005, v němž byla nad její síly Ruska Jelena Vesninová.
Singlový titul na okruhu ITF poprvé vybojovala v červnu 2007 na istanbulské události s dotací 10 tisíc dolarů, když ve finále přehrála Němku Riu Dörnemannovou. V nejvyšší kategorii okruhu, astanském turnaji s dotací 100 tisíc dolarů, se probojovala do finále v červenci 2014. Z něj však odešla poražena od ruské hráčky Vitalije Ďjačenkové po třísetovém průběhu.
Na nejvyšší grandslamové úrovni neodehrála k počátku roku 2015 ani jeden zápas v hlavní soutěži. Na Australian Open 2013 a French Open 2014 ji k tomu vždy scházel jediný zápas, když vypadla v posledním kole tříkolové kvalifikace.
Debutovou finálovou účast na okruhu WTA Tour zaznamenala v červenci 2014 na antukovém BRD Bucharest Open, hraném v Bukurešti. Po boku Italky Karin Knappové podlehly v závěrečném duelu čtyřhry rumunské dvojici Elena Bogdanová a Alexandra Cadanțuová.
První titul WTA vybojovala na dubnovém Istanbul Cupu 2016, když ve finále zdolala černohorskou turnajovou pětku Danku Kovinićovou po třísetovém průběhu. Stala se tak vůbec první Turkyní, která si na tomto ženském okruhu zahrála semifinále i finále dvouhry a získala turnajový vavřín. Premiérově se také posunula do elitní světové stovky, když v žebříčkovém vydání z 24. dubna 2016 vystoupala ze 118. na 82. příčku.

## Finále na okruhu WTA Tour
| Legenda                           |
| --------------------------------- |
| D – dvouhra; Č – čtyřhra          |
| Grand Slam (0)                    |
| Turnaj mistryň (0)                |
| Premier Mandatory & Premier 5 (0) |
| Premier (0)                       |
| International (1–0 D; 0–2 Č)      |

### Dvouhra: 1 (1–0)
| Stav    | č. | datum          | turnaj            | povrch | soupeřka ve finále | výsledek      |
| ------- | -- | -------------- | ----------------- | ------ | ------------------ | ------------- |
| Vítězka | 1. | 24. dubna 2016 | Istanbul, Turecko | antuka | Danka Kovinićová   | 3–6, 6–2, 6–3 |

### Čtyřhra: 2 (0–2)
| Stav       | č. | datum             | turnaj             | povrch | spoluhráčka        | soupeřky ve finále                   | výsledek         |
| ---------- | -- | ----------------- | ------------------ | ------ | ------------------ | ------------------------------------ | ---------------- |
| Finalistka | 1. | 13. července 2014 | Bukurešť, Rumunsko | antuka | Karin Knappová     | Elena Bogdanová Alexandra Cadanțuová | 4–6, 6–3, [5–10] |
| Finalistka | 2. | 26. července 2015 | Istanbul, Turecko  | tvrdý  | Jelena Jankovićová | Darja Gavrilovová Elina Svitolinová  | 7–5, 1–6, [4–10] |

## Tituly na okruhu ITF
| Dotace turnajů okruhu ITF | Dotace turnajů okruhu ITF |
| ------------------------- | ------------------------- |
| 100 000 $ tournaments     | 80 000 $ tournaments      |
| 75 000 $ tournaments      | 60 000 $ tournaments      |
| 50 000 $ tournaments      | 25 000 $ tournaments      |
| 15 000 $ tournaments      | 10 000 $ tournaments      |

### Dvouhra (12 titulů)
| č.  | datum         | turnaj                        | povrch    | soupeřka ve finále     | výsledek           |
| --- | ------------- | ----------------------------- | --------- | ---------------------- | ------------------ |
| 1.  | červen 2007   | Istanbul, Turecko             | tvrdý     | Ria Dörnemannová       | 6–4, 6–3           |
| 2.  | červen 2008   | Gaziantep, Turecko            | tvrdý     | Pemra Özgenová         | 7–5, 6–4           |
| 3.  | červen 2009   | Istanbul, Turecko             | tvrdý     | Galina Fokinová        | 6–2, 6–3           |
| 4.  | květen 2010   | Charkov, Ukrajina             | tvrdý     | Natalia Orlovová       | 6–4, 6–1           |
| 5.  | červenec 2010 | Valladolid, Španělsko         | tvrdý     | Ling Čang              | 7–6(2), 6–3        |
| 6.  | březen 2014   | Edgbaston, Spojené království | tvrdý (h) | Pauline Parmentierová  | 6–4, 2–6, 6–2      |
| 7.  | září 2015     | Batumi, Gruzie                | tvrdý     | Alena Tarasovová       | 6-2, 6-0           |
| 8.  | listopad 2015 | Dubaj, SAE                    | tvrdý     | Klára Koukalová        | 6–7(4–7), 6–4, 6–4 |
| 9.  | červen 2018   | Grado, Itálie                 | antuka    | Martina Di Giuseppeová | 6–2, 6–2           |
| 10. | srpen 2019    | Braunschweig, Německo         | antuka    | Katharina Gerlachová   | 6–4, 6–2           |
| 11. | srpen 2022    | Radom, Polsko                 | antuka    | Věra Lapková           | 4–1skreč           |
| 12. | prosinec 2022 | Monastir, Tunisko             | tvrdý     | Lea Boškovićová        | 7–5, 0–6, 6–2      |

### Čtyřhra (15 titulů)
| č.  | datum         | turnaj                           | povrch    | spoluhráčka          | soupeřky ve finále                           | výsledek         |
| --- | ------------- | -------------------------------- | --------- | -------------------- | -------------------------------------------- | ---------------- |
| 1.  | květen 2006   | Antalya, Turecko                 | tvrdý     | Alena Bajarčyková    | Galina Semenovová Taťána Teterinová          | 6–3 7–6(3)       |
| 2.  | červen 2007   | Istanbul, Turecko                | tvrdý     | Ria Dörnemannová     | Maja Kambicová Avgusta Cybyševová            | 6–2 6–4          |
| 3.  | květen 2008   | Gaziantep, Turecko               | tvrdý     | Pemra Özgenová       | Volha Duková Ana Jikia                       | 2–0 RET          |
| 4.  | červen 2008   | Smyrna, Turecko                  | tvrdý     | Pemra Özgenová       | Emilia Arnaudovská Juliana Umanecová         | 6–2 6–0          |
| 5.  | prosinec 2008 | Vinaros, Španělsko               | antuka    | Lucia Sainz-Pelegri  | Yera Campos Molina Leticia Costas-Moreira    | 6–4 3–6 [10–7]   |
| 6.  | duben 2009    | Antalya, Turecko                 | tvrdý     | Pemra Özgenová       | Tetyana Arefjevová Anastasija Lytovčenková   | 6–4 6–2          |
| 7.  | říjen 2009    | Antalya, Turecko                 | antuka    | Albina Chabibulinová | Amanda Carrerasová Valentina Confalonieriová | 2–6 7–5 [10–7]   |
| 8.  | říjen 2011    | Netanja, Izrael                  | tvrdý     | Pemra Özgenová       | Nicole Clericová Julia Glušková              | 7–5 6–3          |
| 9.  | říjen 2012    | Istanbul, Turecko                | tvrdý (h) | Pemra Özgenová       | Nigina Abdurajmovová Xenia Palkinová         | 6–2 6–1          |
| 10. | září 2013     | Shrewsbury, Spojené království   | tvrdý (h) | Pemra Özgenová       | Samantha Murrayová Jade Windleyová           | 4–6, 6–4, [10–8] |
| 11. | září 2013     | Loughborough, Spojené království | tvrdý (h) | Pemra Özgenová       | Magda Linetteová Tereza Smitková             | 6–2, 5–7, [10–6] |
| 12. | listopad 2013 | Istanbul, Turecko                | tvrdý (h) | Pemra Özgenová       | Sofia Šapatavová Anastasija Vasyljevová      | 6–3, 6–2         |
| 13. | prosinec 2013 | Ankara, Turecko                  | tvrdý (h) | Julia Bejgelzimerová | Eleni Daniilidou Aleksandra Krunićová        | 6–3, 6–3         |
| 14. | listopad 2015 | Dubaj, SAE                       | tvrdý     | Maria Sakkariová     | Elise Mertensová İpek Soyluová               | 7–6(8–6), 6–4    |
| 15. | leden 2021    | Fudžajra, SAE                    | tvrdý     | Viktorija Golubicová | Liang En-šuo Jou Siao-ti                     | 5–7, 6–4, [10–4] |